# باتلر، شهرستان دلاویر، اکلاهما
باتلر (به انگلیسی: Butler) یک منطقهٔ مسکونی در ایالات متحده آمریکا است که در شهرستان دلاویر، اکلاهما واقع شده‌است. باتلر ۷٫۲ کیلومتر مربع مساحت و ۱۱۷ نفر جمعیت دارد و ۲۳۹٫۲۷ متر بالاتر از سطح دریا واقع شده‌است.